# Чжун Ю
Чжун Ю (鍾繇, 151 — 230) — китайський політик, каліграф часів династій Хань та Вей.

## Життєпис
Народився у 151 році у м. Інчуань, Чанше (сучасний повіт Чансюй, провінція Хенань). Походив з аристократичного роду. Син Чжун Ді, представника місцевої знаті. Отримав гарну освіту. Згодом займав високі посади при Цао Цао та його сині Цао Пеї, представниках династії Вей. У 226 році отримав посаду Великого наставника Вей. Помер у 230 році.

## Творчість
Його вчителем у каліграфії вважається Лю Дешен. Чжун Ю називають «родоначальником стандартного письма» (正书之祖). При цьому він був однаково видатним майстром почерків лішу та сіншу. Його творчі досягнення стали результатом надзвичайно наполегливої праці. Згідно з переказами, етап навчання каліграфа зайняв 30 років. З особливою ретельністю він студіював твори Цай Юна. Чжун Ю приписують авторство трьох службових записок, написаних стандартним письмом і збережених в копіях. У наші дні ці твори відомі по копіям, вміщеним до фундаментальної каліграфічної антології XVIII ст. Саньсітан фа тє (Збори прописів з «Залу трьох раритетів» імператора Цянь-луна).
У творчості Чжун Ю новації ханьских майстрів знайшли завершеність, відкрили перед традицією нові перспективи розвитку. Стиль Чжун Ю, з'єднував у собі сувору норму з натхненною спонтанністю. Його новації, пов'язані з удосконаленням статуту, були зрозумілі і сприйняті провідними майстрами IV ст. Композиції ієрогліфів Чжун Ю відрізняла абсолютна природність.
Стиль Чжун Ю відрізняв виразний баланс сили і невагомості пластики рисоки. У почерку Чжун Ю горизонталі перестали прогинатися хвилею, в чому виражалася спадкоємність з протостатутом лішу. Співвідношення внутрішнього і зовнішнього простору знаків стало збалансованим і рівноправним.
Твір «Хе Цзе Бяо» 219 року оцінюється як найбільш показове для стилю Чжун Ю. У подовжених формах горизонталей і відкидних рис ще відчувається зв'язок з почерком лішу. Розстановка стовпців простора, в розташуванні знаків відсутня одноманітність. Композиція знаків природна, незважаючи на загальну регулярність. Пластика руху пензля різноманітна: є прискорення, уповільнення, а в зупинках відчувається внутрішня динаміка.
Чжун Ю написав тракт «Роздуми про енергопотоки пензля» (Бішилунь), з якого не збереглися навіть фрагменти. Збереглася невелика добірка висловів Чжун Юя «Методи роботи пензлем» (Юнбіфа).